# Жан-Клод Скреля
Жан-Клод Скреля (фр. Jean-Claude Skrela; нар. 1 жовтня 1949, Колом'є, Франція) — колишній регбіст і тренер збірної Франції з регбі. Його син Давид Скреля пішов по його стопах та став займатись регбі, а його донька, Гаель Скреля стала професійною баскетболісткою.
Жан-Клод є сином польських біженців (його батько народився в селі Кобєля, а мати родом з села Харбіновіце). Скреля виступив 46 раз за збірну Францію, в тім числі і в Турнірі п'яти націй (1977). Він також забив першу чотирибальну спробу в тестовому матчі 20 листопада 1971 року, коли він зарахував удар від австралійського контрнаступу Артура Макгілла.
Після закінчення Чемпіонату світу з регбі у 1995 році, Жан-Клод Скреля став тренером збірної Франції, яку перейняв від П'єра Бербізьє. Мимо історичної перемоги Франції над збірною Нової Зеландії в півфіналі Кубка Світу у Твікенхемі з рахунком 43-31, Скрелю сильно критикули за результати його команди на початкових стадіях чемпіонату світу з регбі у 1999 році. В остаточному розрахунку Франція програла матч з Австралією (12-35). У кінці 1999 року, Скреля пішов у відставку та був замінений Бернаром Лапорт.

## Досягнення

### Досягнення регбіста
Турнір п'яти націй:
- Чемпіон: 1973, 1977 (Франція)
- Фіналіст: 1976, 1978 (Франція)

Кубок світу з регбі:
- Фіналіст: 1980 (Тулуза)

Шаленж Ів дю Мануар:
- Фіналіст: 1971 (Тулуза)

### Досягнення тренера
Турнір п'яти націй:
- Чемпіон: 1997, 1998 (Франція)

Кубок світу з регбі:
- Чемпіон: 1985, 1986, 1989 (Тулуза)
- Фіналіст: 1991, 1999 (Тулуза, Франція)

Латинський кубок з регбі
- Чемпіон: 1995, 1997 (Франція)

Шаленж Ів дю Мануар:
- Чемпіон: 1988, 1993 (Тулуза)
- Фіналіст: 1984 (Тулуза)